# Castello di Gello Mattaccino
Il castello di Gello Mattaccino si trova nel comune di Casciana Terme Lari.
Presso questa antica fortificazione si trovava la pieve di San Martino in Gello o di San Martino in Colline, la più antica della diocesi di Lucca, risalente al 764 d. C.
Il toponimo deriva da "Gellum Mathaesi Cini", ovvero da Alessandro di Matteo Cini che, acquistata questa vasta tenuta nel periodo in cui regnava Cosimo I, tra il 1542 e il 1550, sostenne una lite col comune di Santa Luce per una questione di confini di pascoli.
Nel XIX secolo la famiglia pisana Rosselmini fu proprietaria della tenuta e del mulino annesso alimentato dal fosso del Giunco Marino.